# آفتاب اسکورتا
آفتاب اسکورتا به فرانسوی (Le Soleil des Scorta) نام کتابی ازلوران گوده است که در سال ۲۰۰۴ جایزه گنکور به خود اختصاص داد. این رمان در فاصلهٔ سالهای ۱۳۸۴ تا ۱۳۹۵ حداقل پنج با با عناوین مشابه توسط مترجمان مختلف به فارسی منتشر شده‌است. داستان کتاب سرگذشت چند نسل از دودمانی را تعریف می‌کند که بس مصیبتها و رنجها کشیده‌اند، درعین شرارت و تندخویی، شرافتمند و زحمتکش و یار و یاور هم بوده‌اند.